# Chronos
Pour les articles homonymes, voir Chronos (homonymie).
Ne doit pas être confondu avec Cronos.

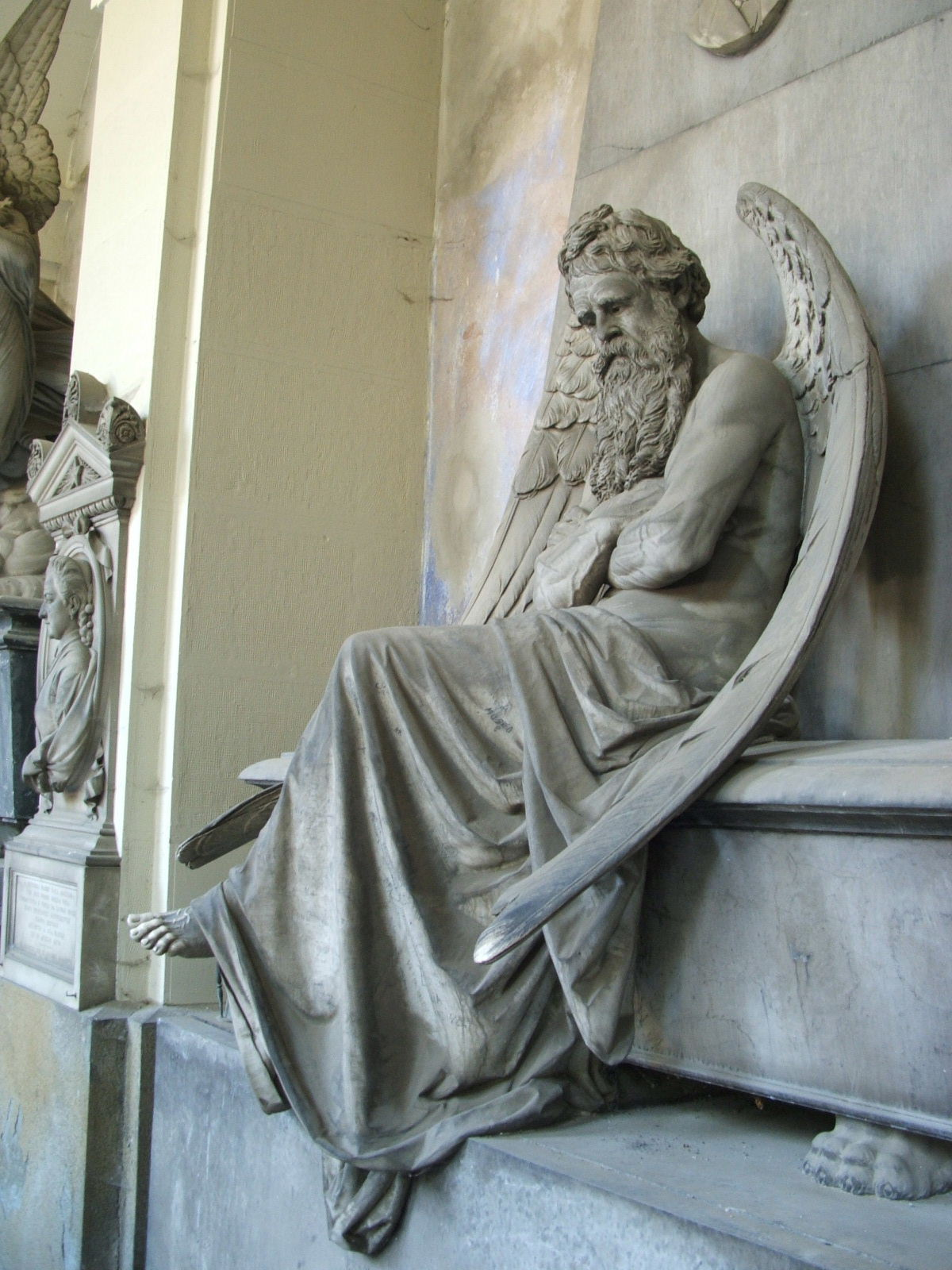
Statue de Chronos au cimetière de Staglieno.

Chronos (grec ancien : Χρόνος) est la personnification du temps qui apparaît principalement dans les traditions orphiques qui le considèrent comme le fils de Gaïa (la Terre) et d'Hydros (Eaux primordiales). Nonnus en revanche raconte qu'il émergea du Néant. Il aurait comme épouse Ananké, l'allégorie de la Nécessité Impérieuse dont il aurait eu trois enfants : Chaos, Aether et Phanès. Dans la mythologie alexandrine et romaine, Chronos est le père des Heures, personnifications des douze heures du jour ou de la nuit. Certains associent, à tort, Chronos (Χρόνος), à Cronos (Κρόνος) le Titan[réf. nécessaire]. Il est vrai que la confusion est d'autant plus possible que Cronos possède aussi des attributs du temps.

## Naissance

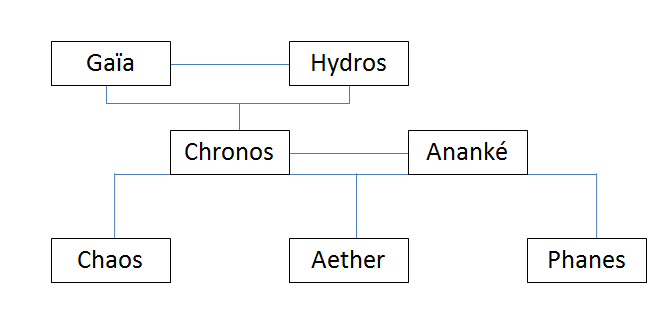
Filiation simplifiée de Chronos selon l'Orphisme.

Il existe deux versions concernant sa naissance : selon les traditions orphiques il est la personnification du temps et le fils de Gaïa et d’Hydros, tandis que selon Nonnos il est né du néant. Chronos est uni à la déesse Ananké, la personnification de la Nécessité. Toujours selon l'Orphisme, de cette union vont naître trois enfants : Chaos, Éther et Phanès.
Toutefois, dans la Théogonie d'Hésiode, c'est le Chaos qui est à l'origine des dieux primordiaux.

## Représentations

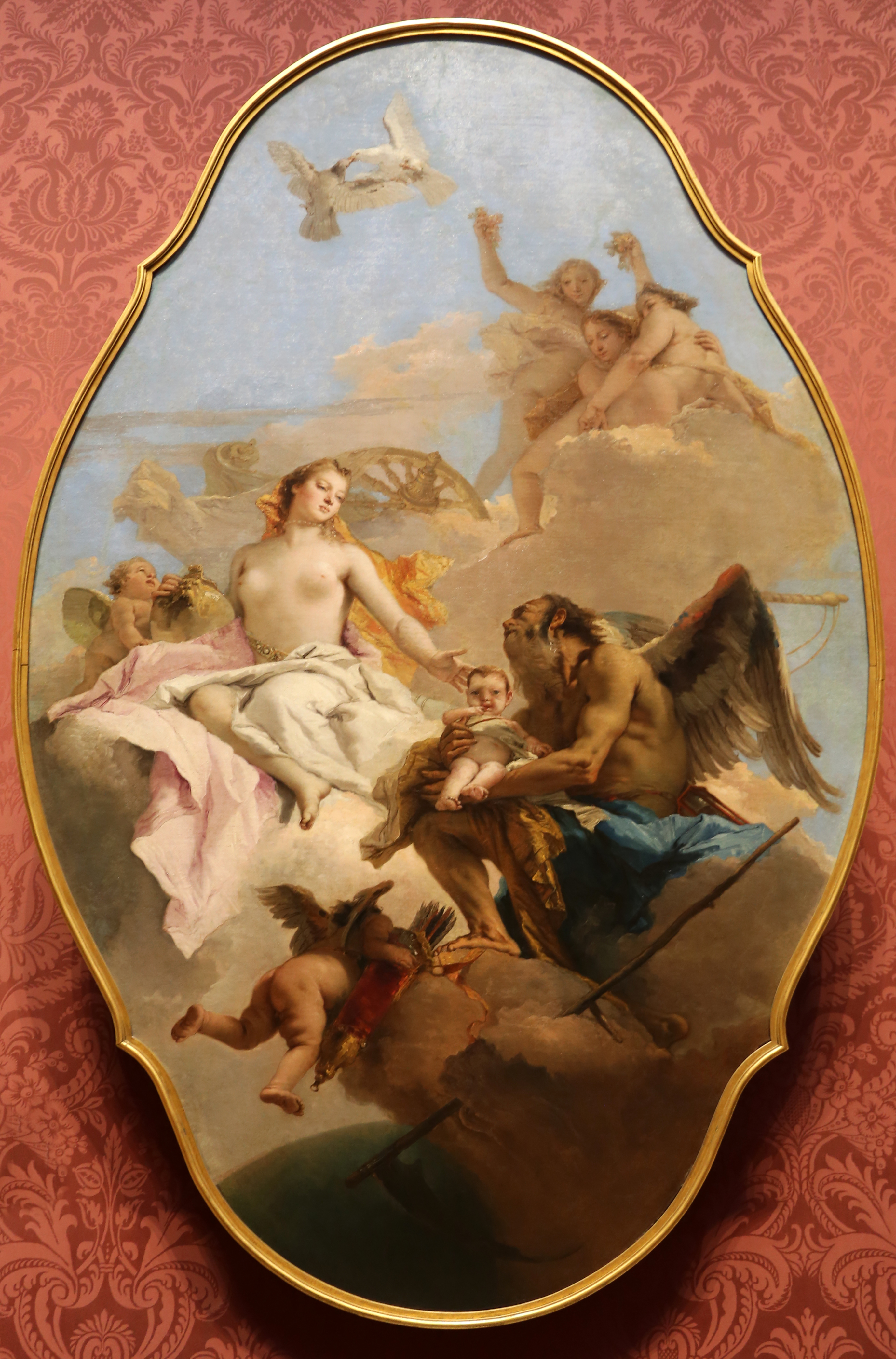
Allégorie avec Vénus et le Temps, Giambattista Tiepolo, 1754, National Gallery, Londres.

De même que pour sa naissance, plusieurs représentations sont présentes. En effet, dans sa représentation moderne, il est décrit comme étant un vieillard possédant une paire d'ailes noires ainsi qu'un sablier rappelant ainsi sa fonction. Au contraire dans la description qu'en font les traditions orphiques, Chronos est en fait un serpent à trois têtes ; une humaine, une bovine et la dernière étant la tête d'un lion.    

### Culture contemporaine
Dans la culture contemporaine, il est surtout connu pour être représenté sous les traits d'un vieil homme sage avec une longue barbe grise. En anglais, il est souvent surnommé sous cette forme Father Time (« Père Temps »).

## Temps différents
Les deux autres principaux concepts du Temps en Grèce ancienne sont Kairos (l'instant opportun) et Aiôn (Éon (ontologie)).